# 김교만

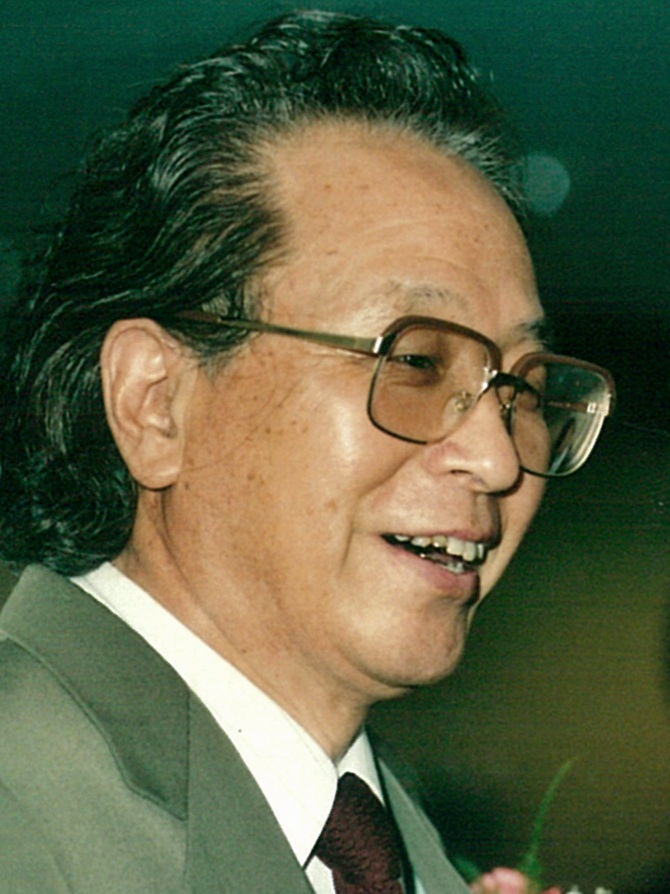

김교만(金敎滿, 1928~1998)은 1928년 9월 7일 충남 공주군 계룡면 경천리 58번지에서 태어난 대한민국의 디자이너이다.
1956년 서울대학교 미술대학 응용미술과 졸업 후 권순형 교수와 함께 그들의 이니셜을 딴 K-K 디자인 사무실을 열었다. 그 후 진명여고, 동양방직(주), 성심여고, 서울예고 등을 거쳐 37세가 되던 해인 64년에 서울대학교의 교수로 부임했으며, 94년 정년 퇴임 후 명예교수로 추대되었다.
1976년 제1회 개인전을 시작으로 올해 뉴욕 전시회까지 5번의 개인전을 개최했다.

## 생애
- 계룡공립보통학교와 성남중학교 (6년제) 졸업
- 1956 서울대학교 미술대학 응용미술과 졸업
- 1965-1994 서울대학교 미술대학 디자인학부 교수
- 1966 대한민국상공미술전람회 심사위원 및 추천작가
- 1968 서울시문화상 (공예부문)
- 1971-1993 조선일보 광고대상 심사위원 및 심사위원장
- 1972 (사)한국시각디자인협회 초대회장
- 1976 대한민국상공미술전람회 대회장상 (상공부장관상)
- 1978 영국 세인트마틴스미술대학 입학
- 1980 <한국의 가락> 출판 및 전시
- 1980 대한민국미술전람회 공예부 초대작가
- 1982 유네스코주최 노마(NOMA)국제콩쿨 특선
- 1985 서울일러스트레이터협의회 회장
- 1986 '그래픽 4' 발간 (김현, 나재오 등)
- 1988 한국출판미술가협회 부회장, 'Soul of Seoul' 전시회(일본 세이부 백화점) 디렉터 선정
- 1993 동탑산업훈장
- 1996 ‘한국의 산업디자이너 100인’ 선정(최다 득표)
- 2004 한국가톨릭미술가협회 특별상
- 2020 제7대 디자이너 명예의 전당 헌액 (한국디자인진흥원)
- 대한민국산업디자인전람회 심사위원 및 초대작가, 체신부 자문위원 등

## 대표작
- 1978년 제42회 세계사격선수권대회 심벌마크 · 로고타입 · 포스터
- 1982년 서울지하철 3, 4호선 토탈디자인
- 1984년 한국천주교 200주년 기념 심벌마크
- 1986년 제10회 아시아경기 문화포스터, 한국 국제공항 사인 시스템
- 1988년 올림픽 문화포스터
- 1992년 대한민국관 설계 · 심벌마크 · 로고타입 - 마스코트
- 1991년 이탈리아 제노바 엑스포 심벌마크
- 1994년 ‘한국방문의 해’ 심벌마크

한국인의 정서를 일러스트레이션으로 대변했던 김교만 선생. 그가 1956년 대학 졸업 후 최근 작고하기까지 활동해 온 40여 년 간은 선생만의 독특한 일러스트레이션 세계를 구축하는 과정으로 점철되어 있다. 지금으로부터 22년 전인 76년 선생의 첫 번째 개인전에서 미술평론가 유근준 서울대 교수는 그에 대해 "서정적 포스터를 정착시킨 선구자적인 디자이너이며 독창적인 스타일의 일러스트레이션을 생활화시킨 대표적 디자이너”라고 평가한 바 있다. 
그의 일러스트레이션은 한 마디로 절제된 단순미와 다정스런 정감이라고 요약할 수 있다. 이러한 작품 경향은 소박한 듯 하면서도 예리하고, 다정다감하면서도 책임감 있는 그의 성격에 기인한 것이라고 세인은 평한다. 독실한 천주교 신자로서, 가르치는 데 몰두하는 교수로서, 디자인 단체의 회장으로서, 권위 있는 공모전의 심사위원으로서 다양한 영향력을 발휘하면서도 그는 오로지 우리 정서를 일러스트레이션으로 표출하는데 온갖 노력과 정성을 다했다. 
일러스트레이션의 본격적인 장을 연 주인공이라고 할 수 있는 선생의 일에 대한 욕심은 끝이 없었다. 술, 담배, 골프 이 세 가지를 못하면 바보라고 치부하는 요즘 세태 속에서 그는 스스로를 감히 바보(?)라고 칭하였다. 반면 그는 항상 자신의 앞에 해야 할 과제를 갖다 놓고 평생을 살았다. 항상 그 앞에는 풀어야 할 과제가 있었기 때문에 일에 몰두하였고, 일하는 것이 곧 취미였다. 한 번도 휴가를 가본 적이 없을 정도로 일에 몰두한 그였다. 그는 정년 퇴직 후에도 쉬지 않고 젊은이 못지 않은 열정으로 컴퓨터와 씨름하며 작업에 임했다. 특히 최근 뉴욕전을 위해 새벽 서너시경까지 쉬지 않고 계속된 그의 작업열로 인해 그는 자신에게 다가오는 병마를 미처 깨닫지 못했다. 아니 어쩌면 알고 있었기에 마지막 열정을 불태웠는지도 모를 일이다. 결국 그는 전시회를 20여 일 앞둔 1998년 6월 21일 새벽에 이승을 떠났다. 그러나 그의 삶의 열정은 아직도 식지 않고 한국 그래픽 디자인계를 보듬고 있다. 짧은 지면에서조차 그의 뜨거운 열기는 아직도 피어오르고 있음을 느끼게 된다.  
산천경계 수려한 공주 계룡에서 출생  
김교만 선생은 1928년 9월 7일 경주 김씨 계룡산파의 집성촌인 충남 공주군(公州郡) 계룡면(鷄龍面) 경천리(敬天里) 58번지에서 농사를 짓는 부 김정희와 모 황인숙의 사이에 6남매 중 네째로 태어났다. 어렸을 때 모친은 대구에서 살았는데 마리아라는 세례를 받은 천주교 신자였다. 농부였던 그의 부친과 혼인을 위해 계룡으로 시집을 와보니 그곳에는 감리교회인 경천교회 밖에 없어 그 교회에 나가게 되었다고 한다(나중에 다시 천주교로 개종). 농부였던 건강한 아버지의 신체와 어머니의 독실한 신앙심을 그대로 이어받아 선생은 선천적으로 자연을 좋아하고 너그럽고 온화한 성품을 간직하게 되었다. 
선생이 태어난 경천리는 계룡산(845m)이 바로 뒤에 닿아 있고 물고기가 떼로 노는 양화 저수지가 지척에 있다. 당연히 선생의 어릴 적 심성은 자연과 함께 하며 우리의 풍토(風土)를 사랑하는 방향으로 형성돼 나갔다. 공주에서 승용차로 약 40분가량 걸리는 경천리는 하늘을 공경하는 마을이라는 의미를 지닌 탓인지, 땅이 비옥하고 수량이 풍부해 예로부터 농사가 잘되기로 소문난 곳이었다. 성실한 농부인 아버지로 인해 어릴 적 그의 집안은 어렵지 않은 살림을 꾸려나갈 수 있었다.
선생은 경천리에서 약 4km 떨어져 있는 계룡공립보통학교를 다녔다. 이 학교는 1919년 개교한, 계룡면에서 가장 오래된 학교로 갑사로 들어가는 삼거리에 위치한 유평리에 자리 잡고 있으며 선생은 이 학교를 광복 직전에 25회로 졸업하였다. 우연히도 필자가 선생의 고향을 취재하던 날, 139명의 학생이 재적하고 있는 학교의 자그마한 운동장에서 계룡면 체육대회가 열리고 있었다. 여러 행사 중 아직도 농악 프로그램이 흥을 신나게 돋구는 것을 보면서, 선생이 즐겨 사용한 작품 소재가 바로 여기서부터 시작되었다는 것을 알게 되었다. 그가 너른 들판을 가로질러 4km 떨어진 학교를 오가며 심심찮게 본 것은 농악을 비롯해 소나무, 장승 등이었을 것이며 이것들이 그의 정신적 유산으로 남아 작품으로 표출되었을 것이다. 그가 고향을 떠난 이후로는 서울에서만 거의 생활했다는 점을 생각하면 그 이유를 달리 설명하는 것이 불가능하기 때문이다.
그 후 선생은 고향 경천리를 떠나 송도중학교로 전학하여 2학년까지 재학하다 동작구 대방동 소재 성남중학교로 다시 전학하였다. 이때가 1945년 12월 10일이었다. 당시 선생의 서울 거주지는 경성시 용산구 후암동 358번지였다. 성남중학교(6년 과정) 2학년 과정으로 전학한 이후 5년 동안 선생은 예능 분야에서 탁월한 능력을 인정받았다. 미술과 음악에 재능을 나타낸 당시 선생의 성적을 보면 음악이 100점, 미술이 95점을 받을 정도로 우수한 능력을 보였다. 담임선생의 적요란에도 미술에 우수한 재능을 나타냈다고 적고 있다. 결국 선생은 미술대학 진학을 결정하였지만, 성악에도 탁월한 능력을 보여 음대 진학을 마음먹기까지 하였다. 갖가지 모임에서 노래를 부를 때면 성악가처럼 노래를 잘 부른다고 칭찬을 받을 정도였다. 

장 발 학장과 이순석, 한홍택 교수의 영향  
선생이 대학 진학을 할 당시 서울대 미술학부에는 서양화과, 동양화과, 조소과, 응용미술과가 있었다. 다른 분야는 익히 알겠는데 응용미술이란 것이 잘 알려지지 않아 선생의 흥미를 끌었다. 미개척 분야에 뛰어들어 한 번 해보고 싶은 생각이 들었다. 경제사정이 어려운 때라 응용미술을 공부해 사회에 나가 도움이 돼야 겠다는 막연한 생각만을 가지고 달려들었다. 그러나 선생이 대학에 입학한 지 한 달 반 정도 후에 6·25가 터졌다. 그러니 당시 학생들은 학교를 제대로 다닐 수가 없었음은 당연했다. 선생의 경우도 전쟁 동안 대전(大田) 전시대학에서 이수한 학점을 학교에서 인정하지 않는 바람에 2년이나 더 학교를 다니고 1956년이 돼서야 졸업했다.
선생은 한홍택과 이순석 교수에게 교육받으며 많은 영향을 받았다. 한홍택 선생은 그에게 전공이 된 그래픽 디자인을 가르치며 갖가지 조형 감각을 일깨워 주었다. 실제로 선생의 초기 작품을 보면 한홍택 선생의 작품 스타일이 배어나고 있음을 알 수 있다. 이는 당시 다른 학생들도 마찬가지였다.
한편 이순석 선생은 정신적인 지주로서 그에게 천주교를 소개한 대부(代父)였다. 대학 2학년 때 천주교로 인도하고 후암동 성당에서 세례까지 받도록 하였다. 당시 그가 받은 세례명은 아우구스티노로서 천주교로의 입교는 이순석 선생이 깊은 영향을 주었으나 어머니의 영향도 무관치 않다. 공예를 가르쳤던 이순석 선생은 당시 학생들에게 "너희가 하는 디자인은 지금은 인정받고 있지 않지만 앞으로 디자인의 르네상스가 올 것”이라고 강조하면서 자신감을 불어넣어 주었다. 선생도 이 말이 큰 격려가 되어 미래에 희망을 가지며 열심히 작업에 임하였다. 
1956년 졸업 후 장 발 학장이 선생을 학장실로 불러 "진명여고 강사자리가 있는데 어떻게 하겠는가”라고 물었다. 그러면서 미국에는 디자인 에이전시가 무수히 많은데 학교도 좋지만 디자이너로 나가면 어떻겠느냐, 권순형 교수와 함께 디자인 사무실을 열어 보라”라고 권하였다. 그리하여 을지로에 30평쯤 되는 사무실을 얻어 두 사람 이니셜을 딴 K-K디자인 사무실을 열었다. 

우리나라 디자인 스튜디오의 시초, K-K 디자인
졸업 후 선생이 서울대 권순형 교수와 함께 운영했던 디자인 사무실은 50년대 후반에 설립한 것으로 엄밀히 말하면 우리나라 디자인 스튜디오의 시초에 해당 된다고 할 수 있다. 
“졸업하고 바로 을지로 수표동에 사무실을 얻어 권순형 교수와 함께 디자인 사무실을 운영했습니다. 그 사무실은 제 아이디어로 차린 게 아닙니다. 당시 콜롬비아 대학에서 공부하고 돌아와 미대 학장으로 계시던 장 발 선생께서, 취직도 좋고 교직에 남는 것도 좋지만 디자인 스튜디오를 한번 운영해 보는 게 어떻겠냐고 하시더군요. 외국에는 디자인 사무실이 많이 있는데 우리나라에 없는 것이 너무 이상하다고 하시면서, 혼자는 벅찰테니 권순형 교수와 함께 하라고 하셨어요. 요즈음 말하는 클라이언트는 장 발 선생께서 소개해 주시겠다고 해서 시작했죠. 그 당시만 해도 상표 디자인이나 포장디자인 등에 관계되는 일들이 아주 많았어요.”라고 1988년 월간 디자인지와의 인터뷰에서 당시를 회상하였다.
홍보책자도 돌리지 않았는데 장 발 교수를 비롯한 여러 교수, 친지들이 일을 소개해 주었다. 곰표 밀가루도 당시 그가 작업한 것 중의 하나였다. 또한 경방 레이블, 서울대 의과대학의 인체해부도 도표를 비롯해 이곳저곳의 성당일 등이 한없이 들어와 그런대로 잘 운영되었다. 당시 권순형 교수는 파트타임으로 일을 했지만 선생은 사무실 운영에 모든 시간과 노력을 기울였다. 디자인 전문 스튜디오가 탄생 되는 초기라서 부족하긴 했지만 지금 디자인 사무실이 하는 일을 거의 모두 해냈다. 장 발 선생의 권유로 시작한 것이지만 디자인 사적으로 볼 때 그 의의는 큰 것이었다.
그 후 진명여고의 미술교사직을 얻어 교편생활을 시작하였다. 디자이너의 꿈을 품고 있던 그에게 여고의 미술교사직은 결코 만족할만한 자리는 못되었다. 결국 얼마 지나지 않아 교편을 놓고 현재 동일방직의 전신인 동양방직(주)에 입사, 광고와 패턴을 담당하는 디자이너로서 4년간 근무하게 된다. 당시 선생은 한국 사람들이 좋아하는 옷감의 색과 패턴을 파악하기 위해 일주일 내내 동대문시장을 직접 누비며 시장조사를 했을 만큼 자신의 일에 열성적이었다.  
당시를 회고하면서 선생은 다음과 같이 전하였다. “시장조사를 위해 동대문시장에서 1주일 동안 지낸 기억이 있습니다. 조사 작업을 하면서 저는 우리나라 사람이 좋아하는 색채와 패턴을 알게 되었습니다. 물론 옷감에 한해서죠. 우리나라 사람들은 꽃이나 화초 무늬를 좋아하고, 색채는 갈색·회색조를 좋아한다는 사실을 깨닫게 되었어요. 동물을 그린다든가 원색을 쓴다든가 하는 것은 위험한 시도일 수도 있지요. 그러한 조사를 바탕으로 대중적 패턴을 생산해서 많은 판매실적을 올렸습니다. 그래서 그런지 디자이너에 대한 대우가 상당히 좋았지요.” 
그 후 다시 성심여고와 서울예고 등을 거쳐 37세가 되던 해인 1964년에 모교 서울대학교의 교수로 부임하여 일하게 된 선생은 디자이너로서뿐만 아니라 항상 겸손하고 온유한 성격과 함께 노력하는 자세로 타인의 귀감이 되었다. 

세인트마틴스 대학 유학 후 다져진 선생의 교육관  
특히 선생의 향학열은 1978년 50세의 나이에도 불구하고 영국의 세인트마틴스(St. Martins) 미술대학에 입학, 그래픽 디자인을 공부했다는 사실만으로도 능히 짐작할 수 있다. 그가 유학 이후 달라진 면은 학생들 교육에 보다 더 충실해졌다는 것이다. “세인트마틴스 대학에 유학하면서 가장 크게 깨달은 점은 교수는 무엇보다도 가르치는 일에 충실해야 한다는 것이었습니다. 물론 외부 프로젝트를 진행하는 것도 중요한 연구지만, 학생 개개인의 개성을 잘 파악해 능력을 최고로 발휘할 수 있도록 지도할 수 있는 것이 교수로서 해야 할 가장 중요한 일이라는 것입니다.”라고 강조하였다.
그가 1988년 월간 디자인지와의 인터뷰에서도 “사은회 때면 늘 깨닫는 것이지만, 처음 신입생 때는 디자인이 뭔지 전혀 모르고 들어왔다가도 졸업할 때가 되면 제법 자신의 표현방법을 구사하는 것을 보면 교육의 힘이 역시 대단하구나 하는 것을 새삼 느끼게 되고, 그와 동시에 보람을 느끼게 되죠. 교육이란 모름지기 어느 특정 개인의 성장만을 위한 것이 아니라, 우리 사회의 가장 중요한 토대를 마련하는 직업이어야 한다고 생각합니다. 따라서 교육에 있어 중요한 것은 겉치레나 손재주가 아닌, 사람 됨됨이와 그 사람의 잠재된 능력을 개발시키는 것이죠.”라고 그의 교육관을 피력하였다. 그는 교육자로서 학생들을 지도하는 데 필요한 것은 독특한 스타일을 가지고 자신의 특성을 강조하는 것보다는, 상황에 적응하는 자세와 능력을 훈련시키는 것이 올바른 방법이라고 생각했다. 그러면서도 자기 이미지를 찾는 작가가 되라고 강조했다. 개성이 뚜렷한 선생의 경우를 보면 그에게 맞는 프로젝트만 들어 왔다. 예를 들어 추석 선물세트라든가, 국악 연주회 등 비교적 한국적 소재들로 해결할 수 있는 것들이 대부분이었다. 사실 그의 표현과 거리가 먼 것들은 의뢰가 오지 않을 뿐더러 막상 그런 것을 부탁 받아도 해결하기가 퍽 어려웠다고 한다. 
디자인을 전공하는 학생들은 시류에 영합하기 쉬운 게 사실인데 이에 대해 선생은 “옛날엔 디자인 공부 자체를 목표로 하는 사람들만 모여 공부했었습니다. 이 공부를 해서 사회에 나가 큰 돈을 벌고, 입신출세(立身出世)하는 등 부차적인 것들에는 관심이 없었습니다. 그런데 요즘 학생들은 상당히 타산적인 것 같아요. 디자인 공부를 수단으로만 생각합니다. 돈벌이가 안 되면 미련 없이 다른 직업을 택하기도 하고, 자기 명성을 하루아침에 높이려는 데만 이용하는 것 같습니다. 서구의 영향 탓인지 개인주의적 성향이 두드러집니다. 대범하고 큰 그릇이 되려면 그런 것들을 초월해야 하는데.... 멀리 보고 꾸준히 노력하는 학생상이 아쉬워요.”라며 그의 진정한 바램을 나타내었다. 
작고하기 전까지 교수로서 사도의 모범을 보여 준 그는 첨단 메커니즘을 이해하고 실제로 작품제작에 이용하려는 태도를 보여 주었다. 특히 매킨토시에 대한 향학열은 누구도 따라가기 힘들 정도였다. 그러나 이렇게 컴퓨터에 애착을 가진 그도 다음과 같은 말로 후학들에게 그 위험성을 경고하였다. “컴퓨터의 등장으로 디자인계는 컴퓨터를 다룰 줄 아는 젊은 세대와 그것을 거의 모르는 기성세대 간에 벽이 형성되어 있습니다. 컴퓨터는 여러 가지 다양한 기술을 제공하면서 시간을 엄청나게 단축시켜 주죠. 그러나 이것은 디자인 도구에 불과합니다. 이 도구를 잘 이용해서 디자이너의 창작력과 미적 감각을 펼쳐 나가야지, 컴퓨터의 기법만을 따라 다니다가 컴퓨터가 없이는 아무것도 하지 못하는 노예가 되어서는 안 되죠. 소위 ‘자기체질' 을 찾아야 하는데, 이것을 제대로 찾는 방법을 알려주는 것이 바로 교수의 역할 아닐까요?”  

젊은이 못지 않은 정열로 땀 흘리며 배운 컴퓨터  
1994년 정년퇴직하면서 그 동안 쏟아 부은 노력의 성과로 그는 서울대학교 명예교수로 추대되었다. 이 같은 성실함은 그대로 디자인계 전체에도 인정되었다. 즉, 산업디자인포장개발원(현 산업디자인진흥원)이 1996년 8월 ‘우리나라를 대표하는 한국의 산업디자이너 100인' 을 선정·발표했는데 선생이 최다 득표자로 선정된 것이다. 당시 선정방법에 대한 여러 논란이 있었던 게 사실이지만, 나이들면 순식간에 희미한 기억 속으로 사라지는 요즈음 시대에 선생을 여전히 기억하여 최다 득표자로 선정하였다는 것은 주목할 만한 일임에 틀림없다. 그를 우리나라의 대표적인 디자이너로 꼽은 이유는 미래지향적인 젊은 사고와 이를 손수 실천하는 행동력에서 기인하였다고 할 수 있다. 
그가 10년 전 회갑을 맞아 네 번째 개인전을 열면서 다음과 같이 언급한 바 있다. “비록 나이는 먹고 있지만 의욕과 마음만큼은 젊은이들과 다를 바 없다고 생각하고 싶어요. 그리고 제 표현방법도 자꾸 새로운 것으로 만들고 싶습니다. 창작수준과 연륜이 반드시 비례하는 것은 아니지만, 젊은이들이 표현하기 어려운 것도 과감히 시도해 보려 합니다. 새로운 의욕을 가지고 작업에 임해야 좋은 작품이 나올 수 있는 것 아니겠어요? 그러기 위해서는 항상 노력하고, 책을 구해 연구하고 기회가 있으면, 외국의 것들도 자주 보아야겠죠. 표현 향상을 위해서는 모든 수단이나 기법을 다 동원해야 된다고 생각해요.” 
이 같은 말을 그는 그대로 실천하였다. 특히 그의 작품세계의 완성을 위해 유난히 무더웠던 1996년 여름 내내 매킨토시 앞에서 살았다. 칠순을 바라보는 노 교수가 컴퓨터 앞에 앉아 땀 흘리는 모습은 세인의 귀감이 되기에 충분했다.
고희 기념 개인전을 준비 중이던 선생은 "이제 컴퓨터 덕분에 내 캐릭터의 자유로운 동작까지 묘사할 수 있게 되었어요.”라고 좋아하였다. “전시장에는 캐릭터의 다양한 모습을 네 벽면에 둘러치고, 가운데 공간에 배너를 늘어뜨려 평면을 떠나 공간 속에서 그래픽 디자인을 보여줄 계획”이라며 자신의 이미지를 새로운 매체로 어떻게 시각화해서 보여줄 지에 대해 희망에 차 있었다. 1995년에는 멀티미디어 툴인 매크로미디어 디렉터 교육을 40일 동안 꼬박 받은 선생은 그 이유를 “컴퓨터를 다루는 능력을 향상시키기 위해서였지만, 중요한 사실 한 가지는 컴맹세대의 디자이너도 컴퓨터와 가까워졌으면 하는 바램에서”라고 밝혔다. 사실 선생은 컴퓨터를 사놓고 망설이기를 2년이나 하였다. 그는 "한 세대를 사는 디자이너로서 이제 컴퓨터를 다루지 못한다면 주저앉는 느낌일 것 같아" 컴퓨터 공부를 시작했다고 했다. 그 후 한 번 컴퓨터 앞에 앉으면 3시간이고 4시간이고 떠나지 않고 작업에 몰두한 그였다.

5번의 개인전과 주요 작품들  
선생은 개인전은 다섯 번 열었는데, 1회는 1976년, 2회는 78년, 3회는 80년에 열었으며, 4회는 8년만인 88년에 제자들이 열어준 회갑 기념전, 그리고 5회가 올해 뉴욕에서의 고희 기념전이다. 선생은 한국의 현대 그래픽 디자인사에 한 획을 그었다고 할 수 있는 첫 개인전에 대해 다음과 같이 회고한 바 있다. “처음부터 어떤 세계를 의식적으로 구축하려고 했던 것은 아닙니다. 76년 첫 개인전을 갖게 되었을 때 무슨 테마를 갖고 어떤 테크닉을 활용해야 할 것인가를 놓고 많은 고민을 했었죠. 그때 비로소 나만의 이미지를 가져야 할 필요성을 느꼈습니다. 그 결과 테마는 민속적인 것을, 표현기법은 현대적인 간결함을 추구하자는 결론을 내렸죠. 불필요한 디테일을 제거하고 형태를 극도로 단순화하여 통일감을 주는 현대적 디자인을 시도하기로 한 겁니다.” 
첫 개인전은 그런 면에서 성공적이었다. 개성이 뚜렷하고 서정적인 분위기가 담겨 있으며 한국'이라는 주제를 훌륭히 소화 시켰다는 평가를 받았다. 결국 작고하기 전까지도 그런 패턴을 즐겨 사용하였는데, 그는 일본의 후쿠다 시게오나 영국의 피터 피츠처럼 자신만의 독특한 스타일을 평생 고수하였다. 이런 면을 보완하기 위해 전시회마다 변화를 시도하였다. 88년에 개최된 회갑기념전에서 그는 “제 작품에 대해서는 변화가 빨리 안 온다는 얘기를 듣기도 합니다. 그래서 이번에는 제가 가지고 있는 캐릭터를 감추고 다른 형태를 클로즈업시켜 보기도 하고, 포스터류를 탈피해서 아크릴 킬러에다 종이를 오려 붙이기도 하는 등 많은 변화를 시도해 보았습니다. 그러나 작품활동을 하는 데 있어서는 다른 작가들과는 다른 독특한 자신의 이미지를 표현하는 것이 중요한 일이라 생각했기 때문에 저 자신의 스타일을 대담하게 바꾼다는 것은 저의 일상자체를 뒤바꾸어 놓는 것과도 같아서 아마도 불가능한 일 일거라고 생각합니다." 라고 어려움의 일단을 나타내었다. 
이러한 그의 고집스런 스타일로 인해 이것이 바로 선생의 캐릭터가 돼 버리기도 하였다. 1988년 여름에는 일본 세이부 백화점에서 'Soul of Seoul’이라는 타이틀로 우리나라 상품도 팔고 전시도 함께 하는 문화행사가 있었는데, 그때 선생은 디렉터로 선정되었다. 항상 한국적인 소재를 다루고 있었기 때문이었는지 정부가 그를 추천한 것이다. 이 전시회에서 그 자신의 한국적인 독특한 작품세계를 독특한 이미지로 표현했다는 평가를 받았다. 
1982년 개인의 작품집 형식으로 발간한 <한국의 가락>(디자인연구사 간)과 86년 그가 주도했던 〈그래픽 4>(부제 아름다운 한국 86. 미진사 간) 책자 발간 또한 주목할 만 한 일 중에 하나다. 특히 그래픽 4)는 선생을 비롯해 정연종, 김현, 나재오 등 우리나라의 대표적 그래픽 디자이너 4인의 포스터를 모아 단행본으로 발간하여 주목과 호평을 받았다. 한국의 멋스러움을 무엇으로 표현해 낼 것인가? 당시 아시안 게임과 올림픽을 앞두고 모든 디자이너들이 고민하고 있을 때 선생은 과감히 이는 당연히 일러스트레이션으로 표현하는 것이 가장 효과적일 것이라는 확신을 가지고 이 자료집을 발간하였다. 그 결과 걸출한 디자이너 4인을 통해 한국인의 정서를 집약된 선묘로 표현해 낸 수십 종의 작품을 발표할 수 있었다. 한국인의 체취가 흠뻑 배어 나오는 이 같은 작품을 통해 한국인의 정체성을 확인하고 우리의 멋스러움을 만끽할 수 있는 계기를 마련하였다.
이 밖에 선생의 대표작으로는 1978년 제42회 세계사격선수권대회 심벌마크, 로고타입 · 포스터, 82년 서울지하철 3, 4호선 토탈디자인, 84년 한국천주교 200주년 기념 심벌마크, 86년 제10회 아시아경기 문화포스터, 한국 국제공항 사인시스템, 88년 올림픽 문화포스터, 92년 대한민국관 설계 · 심벌마크 · 로고타입 · 마스코트, 91년 이탈리아 제노바 엑스포, 94년 한국방문의 해 심벌마크 등을 들 수 있다.

일러스트레이션에 대한 선생의 작품관  
선생은 오래전부터 커뮤니케이션 디자인 분야에서 일러스트레이션은 어느 미디어보다도 중요한 위치를 차지하고 있다고 생각하였다. 일러스트레이션은 그 표현이 자유로우며 자기의 개성을 주장할 수 있는 분야이기 때문에 광고계에서나 출판계에서 일러스트레이터들의 재능을 발휘할 수 있는 기회가 증가할 것이라고 강조하였다. 작품제작에 대해서는 선생은 보이는 대상을 묘사하려는 표현보다는 과장과 생략이 있고 우화적인 분위기와 환상적인 꿈의 세계를 그려 보려는 시도를 해야 한다고 주장하였다. 따라서 일러스트레이션은 다른 미디어보다 시적 감각과 아름다운 정서를 담을 수 있는 표현이 가능함으로 친밀감과 애착감을 가지게 된다고 생각하였다. 그는 이러한 생각을 뒷받침하는 말로 미국의 작가 돈 존슨(Don Johnson)의 말을 소개하곤 하였다. 
"현대의 일러스트레이션은 우리 사회의 유행, 꿈, 이상을 독 창적인 이미지로서 커뮤니케이션해야 한다. 그러기 위해 보다 독특한 아이디어와 보다 새로운 테크닉이 요구되는 것이다. 또한 일러스트레이션은 그 나라 문화를 반영하는 사명감을 가져야 한다.” 이에 대해 선생은 한 나라의 문화를 반영하여야 한다는 말은 일러스트레이션의 방향을 올바른 길로 인도하려는 뜻깊은 말입니다. 따라서 현대의 일러스트레이션은 현대 산업사회가 탄생시킨 회화라는 느낌이 듭니다. 그것은 순수한 회화도 아니고 그렇다고 단순한 그래픽 디자인의 한 요소도 아닌 오로지 우리 일상생활의 생활감각을 반영한, 그 시대를 기록한 작품인 것입니다. 그러나 아무리 우리의 사고나 생활양식이 도시화로 또는 과학화로 치닫고 있을지라도 한 민족의 얼과 '피'는 영원히 변할 수 없는 것과 같이 한 나라의 고유한 멋과 아름다운 풍습과 그리고 순박한 정서들은 영원히 전승의 양식적 생활로서 이어나갈 것이라고 저는 믿고 있습니다." 라고 피력하였다. 
선생은 자신이 작업한 작품은 다 애착이 가지만 그 중에서도 제일 기억에 남는 작품은 89년 올림픽 문화포스터라고 밝힌 바 있다. 이 작품에는 재미있는 일화가 있다. 거리에 부착하는 것을 전제로 제작된 선생의 포스터가 시내 구석구석을 살펴봐도 한 장도 눈에 띄이지 않아 이상하게 생각했다는 것이다. 나중에 알고 보니 포스터에 반한 아르바이트 학생들이 거리에는 하나도 붙이지 않고 따로 챙겨 놨더라는 것이다. 행위가 괘씸하기도 했지만 한편으론 작품을 인정받았다고 생각되어 흐뭇하기도 했다고 한다. 그의 작품은 우리의 정서를 잘 대변하기 때문에 누구에게나 친근감을 더했다. 1994년 ‘한국방문의 해’ 심벌도 그가 아끼는 작품으로 독특한 캐릭터를 한 눈에 알아 볼 수 있다. 자신만이 가진 독특한 특징이 없으면 일러스트레이션은 가치가 없다는 것이 그의 지론이다.
이외에도 그는 독실한 천주교 신자로서 성당과 관련된 일을 많이 했다. 장 발 선생의 조언으로 사무실을 운영할 때부터 성당 일을 하였지만 그 후로도 수많은 작업들을 진행하였다. 서울대교구 신정동 성당, 서초동 성당 천주교 반포성당 등은 토탈디자인 개념을 적용시킨 작업들이다. 특히 반포성당은 20년 전에 작업한 것임에도 불구하고 지금 봐도 세련된 디자인으로 본인의 만족은 물론 세인으로부터 칭송을 받고 있다. 이 프로젝트에서는 신라금관을 컨셉트로 국내 최초로 성당에 CI 개념을 도입하였다. 이같이 일러스트레이션을 평면에만 머물러 있게 하지 않고 본격적으로 입체화한 최초의 주인공은 선생이라고 할 수 있다. 수많은 성모상과 스테인드글라스, 각종 성구(聖具)와 조각 등이 모두 그의 평면 일러스트레이션으로부터 확장돼 결실된 것들이다. 그 많은 작품들 중 그가 간직한 유일한 입체 작품은 아기 예수를 안고 있는 '작은 성모상'으로 마지막까지 그의 영전을 함께 지켰다. 

마지막 열정을 바친 뉴욕 전시회  
스승을 존경하고 가족을 사랑하며 한국의 민속을 작품으로 제작해 널리 자랑한 김교만 선생. 그의 이름에서 나타나듯이 제자들에 대한 교육은 사랑으로 충분히 넘쳐나게 가르쳐야 한다는 것을 목표로 삼았다. 그러면서도 그가 평생을 바쳐 추구해 온 한국적 일러스트레이션을 세계에 당당히 자리매김하기 위해 첨단의 메커니즘 사용을 두려워하지 않았다. 그것도 일러스트레이터의 기질을 발휘하여 직접 배우고 다루며 제작하기를 원했다. 
그는 2년 전 96년 9월 평화방송과의 인터뷰에서 "칠순기념전은 작품 하나가 아니라 주어진 공간, 바닥, 벽에서 천장까지 전체 공간을 통해 나의 체질을 인정받고 싶습니다. 음악과 율동을 모두 함께 하는 행위예술 같이 작품 하나보다도 공간 전체를 평가받는 전시회 개최를 희 망합니다.”라고 밝혔다. ‘리듬 오브 코리아(Rhythm of Korea)'라는 제목의 뉴욕 전시회 (1998년 7월 10~19일, 뉴욕 갤러리 아트 54. 소호)는 그의 이러한 인생관과 작품관의 총 결집을 선보이는 전시회였다. 전시회 카탈로그의 발문 중에서 그는 이렇게 전하고 있다.
"일러스트레이션은 현대 산업사회가 이루어 놓은 새로운 회화입니다. 나는 나의 마음의 고향 한국과 우리 민속의 아름다움을 서정과 해학으로 표현하였습니다. 오늘날 멀티미디어화되어 가는 정보사회에서 첨단 도구인 컴퓨터와의 만남은 나의 창작세계와 예술의 표현을 넓히는 데 큰 역할을 했습니다. 새로운 메커니즘은 새로운 이념과 표현을 낳습니다. 앞으로 나의 일러스트레이션 세계가 또 한번 변화되어 더욱 친근하고 사랑받는 작품으로 다가갈 수 있도록 노력할 것입니다.”
이 글이 우리에게 전하는 선생의 마지막 목소리가 되었다. 백발이 희끗희끗한 70의 노교수는 개인전을 위해 땀흘리는 모습을 남긴 채 이승을 떠났다. 평생을 젊은 정신으로 노력해 온 그를 두고 96년 9월 2일 PBS의 평화초대석에서 그와 대담한 아동문학가 정채봉 씨는 미국의 시인 사무엘 울만이 옳은 다음과 같은 시로 칭송하였다. 
사람은 신념을 가지면 젊고 의혹을 가지면 늙는다. 
사람은 자신을 가지면 젊고 공포를 가지면 늙는다. 
사람은 희망을 가지면 젊고 실망을 가지면 늙는다. 
유작전이 된 뉴욕 전시회에 그의 맏딸인 정림씨가 참석하여 지켜보고 돌아왔다. 이 전시회로 인해 선생이 세웠던 목표가 모두 달성된 것은 아닐 것이다. 선생이 앞으로 해보고 싶은 것은 생명이 다하는 날까지 그의 작품을 3D로 제작하고 싶다고 하였다. 그의 이루지 못한 여러 가지 바램은 같은 전공의 길을 걷고 있는 그의 아들과 딸(딸인 그래픽 디자이너 정림, 둘째딸인 일러스트레이터 정초, 일본에서 컴퓨터 그래픽스와 멀티미디어를 전공한 막내 아들 정목), 그리고 그가 길러 낸 제자들과 뜻을 같이하는 후학들에 의해 성취돼 나갈 것이다.